# Joseph Goebel
Joseph Goebel (auch Josef Goebel; * 9. Juli 1893 in Pécs, Ungarn; † 23. August 1969 in Leichlingen, Rheinland) war ein deutscher Orgelbauer und Musikforscher in Danzig und Leichlingen.

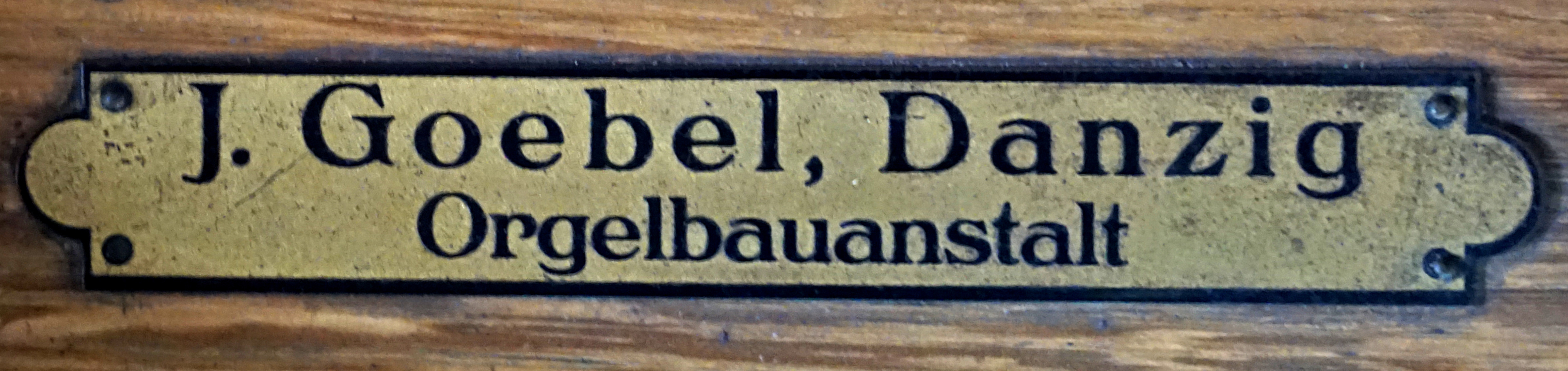

## Leben
Sein Vater Bruno Goebel arbeitete zur Zeit seiner Geburt bei der Orgelbaufirma von Józef Angster in Pécs (Fünfkirchen). Die Mutter war Emma, geborene Beck. Joseph Goebel lernte ab 1908 in der Werkstatt des Vaters in Königsberg. Ab 1914 brauchte er wegen eines Herzleidens keinen Kriegsdienst leisten.
1920 siedelte Joseph Goebel nach Danzig um und gründete eine eigene Orgelbaufirma, da es nach den veränderten Grenzen schwierig war, von Königsberg aus Instrumente in das neue Polen zu bringen. 1921 heiratete er. 1923 baute er seine erste eigene Orgel. 1932 wurde Joseph Goebel Miteigentümer der Firma Bruno Goebel Söhne in Königsberg, blieb aber in Danzig. Bis 1944 wurden über 90 Neu- und Umbauten von Orgeln geschaffen.
1945 siedelte Goebel nach Leichlingen im Rheinland über und übernahm die Orgelbauwerkstatt von Hugo Koch in der dortigen säkularisierten Kirche St. Johannes. Dort soll er 34 Orgeln gebaut und repariert haben. Um 1967 gab er die Werkstatt auf und publizierte ein Buch über den Orgelpfeifenklang.

## Orgeln (Auswahl)
Von Joseph Goebel sind 93 Arbeiten in Danzig und dem damaligen Polen bekannt, darunter über 40 Neubauten. Die Instrumente waren mit pneumatischen bzw. elektrischen Trakturen versehen. Goebel experimentierte in größeren Orgeln mitunter mit seltenen Septimen-, Nonen- und Undezimenregistern. Nach 1945 schuf er 34 Neubauten und weitere Arbeiten im Rheinland. Einige der Orgeln sind erhalten.
Orgelneubauten
| Jahr      | Ort                                    | Gebäude                                    | Bild | Manuale | Register | Bemerkungen |
| --------- | -------------------------------------- | ------------------------------------------ | ---- | ------- | -------- | --- |
| 1923      | Danzig                                 | St. Joseph                                 |      | II/P    | 23       | Opus 1 |
| 1924      | Preußisch Stargard (Starogard Gdański) | Kirche, heute Matthäuskirche               |      | II/P    | 16       | erhalten, in neogotischem Prospekt von Terletzki von 1861                                                                                         |
| 1927      | Posen (Poznań)                         | Allerheiligenkirche                        |      | IV/P    | 56?      | elektrische Verbindung mit Orgel am Altar hergestellt, 1934 von Goebel im Klang der Orgelbewegung umgebaut, 1972–1975 restauriert, heute IV/P, 56 |
| 1929      | Neustadt (Wejherowo)                   | Franziskanerklosterkirche St. Anna         |      | II/P    | 17       | erhalten |
| 1929      | Soldau (Działdowo)                     | Evangelische Kirche                        |      | II/P    | 20       | |
| 1932      | Bromberg (Bydgoszcz)                   | Kirche, jetzt Basilika St. Vinzenz a Paulo |      | II/P    | 22       | erhalten, 1945 beschädigt, in 1970er Jahren auf Chorempore umgesetzt und erweitert auf II/P, 31, 1989 restauriert                                 |
| 1933      | Danzig-Langfuhr                        | St. Stanislaus                             |      | II/P    | 20       | |
| 1936      | Danzig-Sandgrube                       | Christkönigskirche                         |      | II/P    | 18       | 1939 hierher umgesetzt, Pallottinerkirche |
| 1941      | Neustadt (Wejherowo)                   | Dreifaltigkeitskirche                      |      |         |          | große Orgel, elektrische Verbindung mit Chororgel, ersetzt durch Kamiński                                                                         |
| 1941      | Danzig                                 | Staatstheater                              |      | II/P    | 20       | |
| 1942      | Posen (Poznań)                         | Staatstheater                              |      | II/P    | 18       | |
| 1944      | Sierakowitz (Sierakowice)              | Kirche                                     |      | I/P     | 12       | |
| 1944      | Berlin                                 | Jugendheim                                 |      | I/P     | 10       | |
| nach 1946 | Freudenberg, Siegerland                | St. Marien                                 |      | II/P    | 15       | unter Verwendung des vorbereiteten Pfeifenmaterials von Hugo Koch, um 1965 mit der Kirche abgerissen                                              |
| 1948      | Mainz-Kostheim, Wiesbaden              | St. Kilian                                 |      | II/P    | 15       | 1974 Umbau, 2005 ersetzt |
| 1955      | Schotten                               | Herz Jesu                                  |      | II/P    | 11 (12)  | Freipfeifenprospekt. Erhalten, Restaurierung geplant                                                                                              |
| 1956      | Echzell                                | Heilig Kreuz                               |      | II/P    | 12       | erhalten |
| ?         | Lubieszewo (Ladekopp)                  | St. Elisabeth                              |      |         |          | |

Weitere Arbeiten
| Jahr | Ort            | Gebäude             | Bild | Manuale | Register | Bemerkungen |
| ---- | -------------- | ------------------- | ---- | ------- | -------- | --- |
| 1927 | Posen (Poznań) | Heilig-Kreuz-Kirche |      | IV/P    | 64       | Erweiterung der Sauer-Orgel |
| 1935 | Oliva (Oliwa)  | Klosterkirche       |      | IV/P    | 87+14    | umfassender Umbau, ersetzte etwa die Hälfte der Pfeifen, elektropneumatische Traktur, neuer freistehender Spieltisch, elektrische Verbindung mit Chororgel, beide zusammen mit 101 Registern und 6.800 Pfeifen größte Orgel im Ostseeraum in dieser Zeit |

## Publikationen
Joseph Goebel verfasste ein kleines Buch zum Orgelpfeifenklang, in dem er auch für ein moderneres Klangbild in den Registern plädierte.
- Theorie und Praxis des Orgelpfeifenklanges: Intonieren und Stimmen. Ein Handbuch für Orgelbauer und Organisten. (= Schriftenreihe Das Musikinstrument, Band 9). Das Musikinstrument, Frankfurt/Main, 1. Auflage 1967, 2. Auflage 1975, ISBN 3-920112-36-9. 94 Seiten.